# Ivan Pogačnik
Ivan Pogačnik, slovenski orglar, skladatelj in zborovodja, * 26. junij 1855, Posavec, † 23. oktober 1934, Ljubljana.

## Življenje in delo
Ivan Pogačnik rojen na Posavcu pri Podnartu posestniku in gostilničarju Ignaciju Pogačniku je že v ljudski šoli v Ljubnem kazal posebno nadarjenost za glasbo. Prve nasvete iz harmonije je prejemal pri učitelju in organistu Petru Cebinu v Kranju, izpopolnil pa se je pri A. Foersterju in A. Hribarju v Ljubljani. Leta 1877 je nastopil službo organista v Kamni Gorici, 1879 v Ljubnem, od kader pa je šel za nekaj let na Koroško. Ko je 1882 napravil izpit na orglarski šoli v Ljubljani, se je 1884 ustalil v Vipavi, kjer je deloval kot organist, pa tudi kot zborovodja v čitalnici. Leta 1894 je odšel za organista v Celje, 1896 v Tržič, 1900 pa v Idrijo, kjer je končno dobil službo mestnega organista in poučeval poleg orglanja tudi petje na realki. Po upokojitvi 1923 se je  preselil na Rakek, kjer je (pri sinu Ivanu, kontrolorju državavnih železnic) preživljal zadnja leta.
Pogačnik je bil izvrsten organist in pevovodja, posebno pomembna pa je njegova vloga  organizatorja glasbenega življenja na podeželju, pomemben pa tudi kot cerkveni skladatelj. Seznam vseh Pogačnikovih skladb, cerkvenih in svetnih, objavljenih in neobjavljenih, je sestavil in objavil Stanko Premrl. S svojimi cerkvenimi skladbami, ki jih je strokovna kritika sprejela vedno s pohvalo, je Pogačnik znatno zboljšal domačo cerkveno glasbo ter s tem izrinil iz nje manj vredne tuje pesmi. Njegove skladbe so umirjene in lahko umljive, slog je res cerkven vendar melodičen, zato so se hitro utrle pot v cerkvene zbore.